# Liste der Einträge im National Register of Historic Places im Lee County (Arkansas)

Lage des Lee Countys in Arkansas

Die Liste der Einträge im National Register of Historic Places im Lee County in Arkansas führt die Bauwerke und historischen Stätten im Lee County auf, die in das National Register of Historic Places aufgenommen wurden.

## Legende
| NRHP | Historic Place             |
| HD   | Historic District          |
| NHL  | National Historic Landmark |

## Aktuelle Einträge
| [ 2 ] | Name                                  | Bild                                  | Eintragsdatum        | Lage | Ort      | Beschreibung                                    |
| ----- | ------------------------------------- | ------------------------------------- | -------------------- | --- | -------- | ----------------------------------------------- |
| 1     | Elks Club                             | Elks Club                             | 1979 ID-Nr. 79000445 | 67 West Main Street 34° 46′ 23″ N, 90° 45′ 36″ W | Marianna |                                                 |
| 2     | Gen. Robert E. Lee Monument           | Gen. Robert E. Lee Monument           | 1996 ID-Nr. 96000450 | City Park, abgegrenzt durch Court Street, Chestnut Street und Main Street 34° 46′ 26″ N, 90° 45′ 25″ W                                                                                             | Marianna |                                                 |
| 3     | Lee County Courthouse                 | Lee County Courthouse                 | 1995 ID-Nr. 95001090 | 15 East Chestnut Street 34° 46′ 28″ N, 90° 45′ 25″ W | Marianna |                                                 |
| 4     | Louisiana Purchase Survey Marker      | Louisiana Purchase Survey Marker      | 1972 ID-Nr. 72000206 | Südöstlich von Blackton 34° 38′ 48″ N, 91° 3′ 5″ W | Blackton | Reicht in das Monroe und in das Phillips County |
| 5     | Marianna Commercial Historic District | Marianna Commercial Historic District | 2001 ID-Nr. 00001559 | Verschiedene Gebäude in der Chestnut Street, Liberty Street, East Columbia Street, Mississippi Street, Poplar Street, Main Street, Court Street und der Church Street 34° 46′ 25″ N, 90° 45′ 26″ W | Marianna |                                                 |
| 6     | Marianna Missouri-Pacific Depot       | Marianna Missouri-Pacific Depot       | 1994 ID-Nr. 94000827 | Carolina Street, South 34° 46′ 14″ N, 90° 45′ 39″ W | Marianna |                                                 |
| 7     | Marianna National Guard Armory        | Marianna National Guard Armory        | 2007 ID-Nr. 06001267 | 45 West Mississippi Street 34° 46′ 22″ N, 90° 45′ 32″ W | Marianna |                                                 |
| 8     | Marianna Waterworks                   | Marianna Waterworks                   | 2007 ID-Nr. 06001281 | 252 U.S. Highway 79 34° 46′ 36″ N, 90° 45′ 56″ W | Marianna |                                                 |
| 9     | McClintock House                      | McClintock House                      | 1982 ID-Nr. 82000857 | 43 Magnolia 34° 46′ 30″ N, 90° 45′ 37″ W | Marianna |                                                 |
| 10    | McClintock House                      |                                       | 1977 ID-Nr. 77000261 | 82 West Main Street 34° 45′ 55″ N, 90° 45′ 36″ W | Marianna |                                                 |
| 11    | John A. Plummer House                 | John A. Plummer House                 | 1998 ID-Nr. 98000646 | 269 Pearl Street 34° 46′ 52″ N, 90° 45′ 43″ W | Marianna |                                                 |

## Frühere Einträge
| [ 2 ] | Name             | Bild | Eintragsdatum        | Lage                                                     | Ort      | Beschreibung |
| ----- | ---------------- | ---- | -------------------- | -------------------------------------------------------- | -------- | ------------ |
| 1     | Mixon-Evans Barn |      | 2005 ID-Nr. 99001349 | 459 South Alabama Street 34° 43′ 0,4″ N, 90° 50′ 39,2″ W | Marianna |              |